# 小松島湾
小松島湾（こまつしまわん）は、徳島県小松島市東岸に位置する湾である。

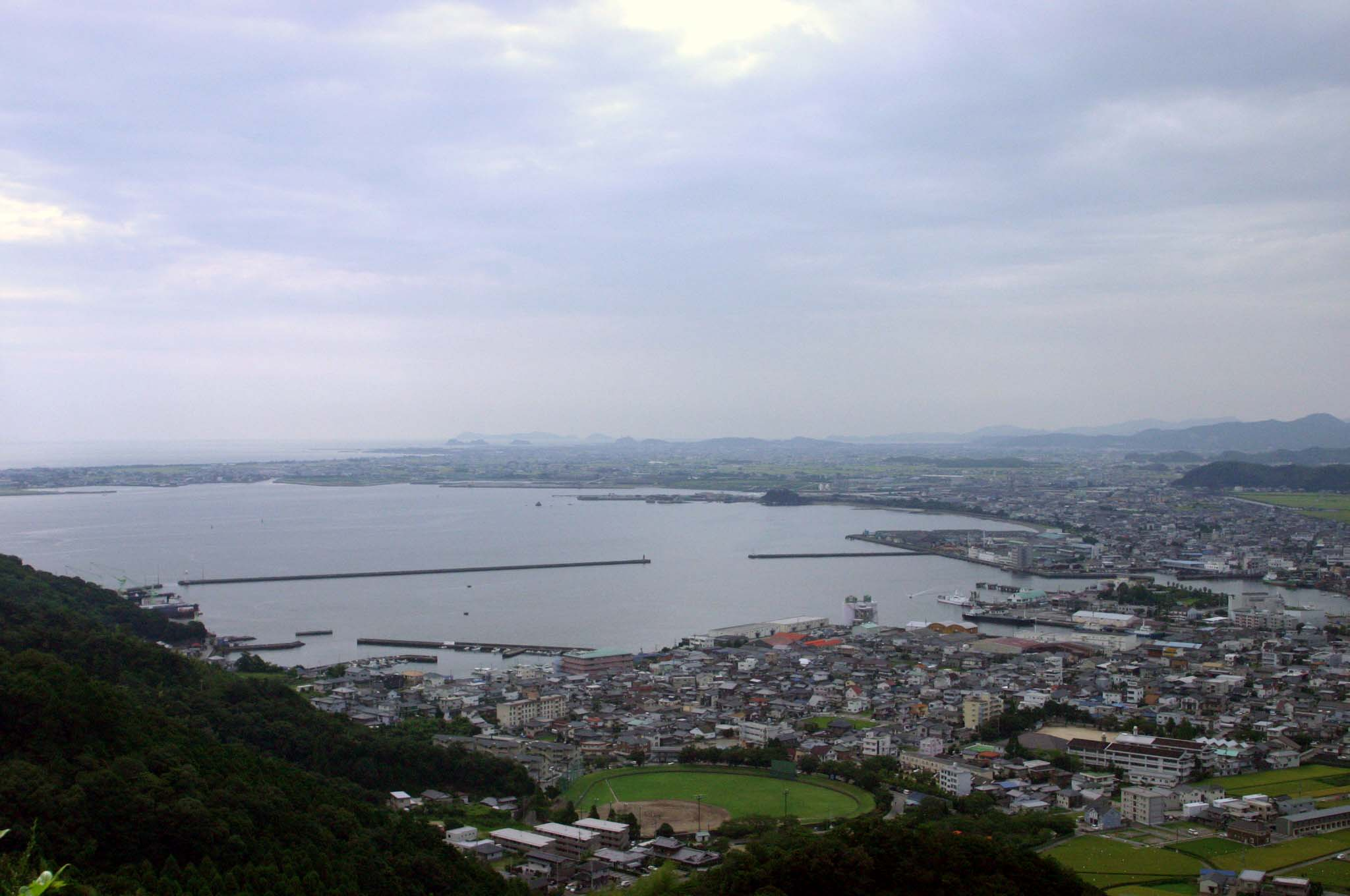
日峰山山頂付近から望む小松島湾の全景

## 地理
徳島県小松島市の海岸線に面し、紀伊水道に位置する。
湾内には小松島港がある。入流河川は二級河川の神田瀬川・立江川・太田川と芝生川、立江川支流の田野川・天王谷川など。湾内の漁港は小松島漁港がある。